# Julio Díaz (football)
Pour les articles homonymes, voir Julio Díaz et Díaz.
Julio Díaz, né le 10 janvier 2005 à San Fernando de Henares en Espagne, est un footballeur espagnol qui évolue au poste d'arrière gauche à l'Atlético de Madrid.

## Biographie

### En club
Né à San Fernando de Henares en Espagne, Julio Díaz est notamment formé par l'Atlético de Madrid. Il participe notamment à la Youth League avec l'équipe des moins de 19 ans du club lors de la saison 2022-2023. Il est élu deuxième meilleur joueur de la phase de groupe durant cette compétition.
Le 26 janvier 2023, Julio Díaz prolonge son contrat avec l'Atlético de Madrid, étant alors lié au club jusqu'en juin 2026.
Titulaire avec l'équipe Juvenil A de l'Atlético, il est un des artisans du titre de son équipe lors de la saison 2023-2024, étant sacré vainqueur du championnat de cette catégorie.

### En sélection
Julio Díaz est convoqué avec l'équipe d'Espagne des moins de 19 ans pour participer au Championnat d'Europe des moins de 19 ans en 2024. Après avoir battu l'Italie grâce à un but de Pol Fortuny (0-1 après prolongations), l'Espagne atteint la finale de la compétition. Il est titularisé lors de la finale face à la France, contre laquelle les Espagnoles l'emporte par deux buts à zéro, et remportent ainsi la compétition,.

## Palmarès
Espagne -19 ans
- Championnat d'Europe
  - Vainqueur en 2024